# Lista över politiska partier i Azerbajdzjan
Det här är en lista över politiska partier i Azerbajdzjan. Listan är uppdelad i två delar efter parlamentspartier och övriga partier.
Azerbajdzjan har ett flerpartisystem, med för närvarande endast ett statsbärande parti, det Nya Azerbajdzjanska Partiet.
Från och med 2022 är 59 politiska partier officiellt registrerade i Azerbajdzjan. 10 av dem är representerade i Azerbajdzjans nationalförsamling.

## Parlamentspartier
| Namn | Namn | Namn                                                                                      | Förkortning | Partiledare         | Ideologi                                                                                    | Azerbajdzjans nationalförsamling | Politiskt spektrum         | Parlamentarisk roll |
| ---- | ---- | ----------------------------------------------------------------------------------------- | ----------- | ------------------- | ------------------------------------------------------------------------------------------- | -------------------------------- | -------------------------- | ------------------- |
|      |      | Nya Azerbajdzjanska Partiet Yeni Azərbaycan Partiyası                                     | YAP         | Ilham Aliyev        | Azerbajdzjansk nationalism Konservatism Euroskepticism                                      | 70 / 125                         | Mitten-höger               | Regering            |
|      |      | Medborgerliga Solidaritet Partiet Vətəndaş Həmrəyliyi Partiyası                           | VHP         | Sabir Rustamkhanli  | Nationalkonservatism Populism                                                               | 3 / 125                          | Höger                      | Opposition          |
|      |      | Azerbajdzjans Demokratiska Upplysningspartiet Azərbaycan Demokratik Maarifçilik Partiyası | ADMP        | Elshan Musayev      | Konservatism                                                                                | 1 / 125                          | Mitten-höger               | Opposition          |
|      |      | Medborgerliga Enhetsparti Vətəndaş Birliyi Partiyası                                      | VBP         | Sabir Hadjiyev      | Socialdemokrati                                                                             | 1 / 125                          | Mitten-vänster             | Opposition          |
|      |      | Moderlandspartiet Ana Vətən Partiyası                                                     | AVP         | Fazail Agamali      | Nationalkonservatism Azerbajdzjansk nationalism Azerbajdzjansk irredentism                  | 1 / 125                          | Höger                      | Opposition          |
|      |      | Stor Ordningspartiet Böyük Quruluş Partiyası                                              | BQP         | Fazil Mustafa       | Liberalism Liberal demokrati Strukturalism                                                  | 1 / 125                          | Mitten-höger               | Opposition          |
|      |      | Enhetspartiet Vəhdət Partiyası                                                            | VƏHDƏT      | Tahir Kerimli       | Politiskt unionism                                                                          | 1 / 125                          | Centrist                   | Opposition          |
|      |      | Demokratiska Reformpartiet Demokratik İslahatlar Partiyası                                | DİP         | Asim Mollazade      | Liberalism Reformism                                                                        | 1 / 125                          | Mitten-höger               | Opposition          |
|      |      | Republikanska Alternativa Partiet Respublikaçı Alternativ Partiyası                       | REAL        | Ilgar Mammadov      | Republikanism Liberal demokrati Nationalliberalism Sekularism Pro-europeisk                 | 1 / 125                          | Centrist till mitten-höger | Opposition          |
|      |      | Hela Azerbajdzjans Folkfrontspartiet Bütöv Azərbaycan Xalq Cəbhəsi Partiyası              | BAXCP       | Gudrat Hasanguliyev | Socialkonservatism Marknadsliberalism Azerbajdzjansk nationalism Azerbajdzjansk irredentism | 1 / 125                          | Mitten-höger till höger    | Opposition          |

## Övriga partier
- Alliansparti för Azerbajdzjans Skull (Azərbaycan Naminə Alyans Partiyası)
- Azerbajdzjans Demokratiska Partiet (Azərbaycan Demokrat Partiyası
- Azerbajdzjans Demokratiska Upplysningspartiet (Azərbaycan Demokratik Maarifçilik Partiyası
- Azerbajdzjans Kommunistiska Partiet (Azərbaycan Kommunist Partiyası)
- Azerbajdzjans Liberala Partiet (Azərbaycan Liberal Partiyası)
- Azerbajdzjans Liberaldemokratiska Partiet (Azərbaycan Liberal Demokrat Partiyası)
- Azerbajdzjans Nationaldemokratiska Partiet (Azərbaycan Milli Demokrat Partiyası)
- Azerbajdzjans Nationella Självständighetsparti (Azərbaycan Milli İstiqlal Partiyası)
- Azerbajdzjans Nationella Statsskap Partiet (Azərbaycan Milli Dövlətçilik Partiyası
- Azerbajdzjans Republikanska Partiet (Azərbaycan Respublikaçılar Partiyası
- Azerbajdzjans Socialdemokratiska Partiet (Azerbaycan Sosial Demokrat Partiyası)
- Azerbajdzjans Sociala Välståndspartiet (Azərbaycan Sosial Rifah Partiyası)
- Azerbajdzjans Förenade Kommunistiska Partiet (Azərbaycan Vahid Kommunist Partiyası)
- Förenade Azerbajdzjans Nationella Enhetsparti (Vahid Azərbaycan Milli Birlik Partiyası)
- Framtida Azerbajdzjanska Partiet (Gələcək Azərbaycan Partiyası)
- Gorgud Partiet (Qorqud Partiyası)
- Intelligentsiapartiet (Aydınlar Partiyası)
- Klassiskt Folkfrontspartiet (Klassik Xalq Cəbhəsi Partiyasi)
- Medborgar och Utvecklingspartiet (Vətəndaş və İnkişaf Partiyası)
- Müsavat Partiet (Müsavat Partiyası)
- Oberoende Azerbajdzjan Partiet (Müstəqil Azərbaycan Partiyası)
- Oberoende Demokraternas Partiet (Azad Demokratlar Partiyası)
- Oberoende Folkpartiet (Müstəqil Xalq Partiyası)
- Rättvisepartiet (Ədalət Partiyası)
- Stora Azerbajdzjan Partiet (Böyük Azərbaycan Partiyası)
- Nationaldemokratiska Kognitionens Partiet (Milli Demokrat İdrak Partiyası)
- Nationella Enhetspartiet (Milli Vəhdət Partiyası)
- Nationella Solidaritetspartiet (Milli Həmrəylik Partiyası)
- Nationella Väckelserörelsepartiet (Milli Dirçəliş Hərəkatı Partiyası)
- Ny Tid Partiet (Yeni Zaman Partiyası)
- Republikanska Folkpartiet (Cümhuriyyət Xalq Partiyası)
- Vita Partiet (Ağ Partiyası)